# Bankinter
Bankinter, S.A., (BMAD BKT) (Banco Intercontinental Español) és un dels 6 majors bancs espanyols. Va ser constituït el juny de 1965 com a Banco Industrial y de Negocios pel llavors Banc de Santander i Bank of America amb una participació del 50% cada un.
El 1972 va començar a cotitzar en la Borsa de Madrid, i es va convertir en aquest moment en un banc comercial totalment independent dels seus accionistes inicials. El 1990 canvia el seu nom original, Banco Intercontinental Español, pel de Bankinter.
Durant la seva història, Bankinter ha passat del lloc número 107 en el rànquing de bancs espanyols a ser un dels 6 primers. Bankinter sempre s'ha mostrat com un banc diferent dels competidors. Es recolza sobretot en la seva elevada capacitat tecnològica, en la innovació i en la qualitat del servei prestat als seus clients. Ha estat pioner a Espanya en multitud de negocis, iniciatives i formes de relacionar-se amb els clients. Així, per exemple, va ser un dels primers bancs espanyols a apostar per la banca telefònica i posteriorment per Internet.